# Take That & Party
Albums de Take That
Everything Changes
(1993)
Singles
1. Do What U Like
Sortie : 12 juillet 1991
2. Promises
Sortie : 18 novembre 1991
3. Once You've Tasted Love
Sortie : 3 février 1992
4. It Only Takes a Minute
Sortie : 1er juin 1992
5. I Found Heaven
Sortie : 10 août 1992
6. A Million Love Songs
Sortie : 5 octobre 1992
7. Could It Be Magic
Sortie : 30 novembre 1992

Take That & Party est le premier album studio du boys band anglais Take That. Il est sorti (au Royaume-Uni) en août 1992. 
L'album a débuté à la 5e place du hit-parade britannique (pour la semaine du 30 août 1992 au 7 septembre 1992), pointant à la 2e place pour la semaine du 10 au 16 janvier 1993.

## Liste des pistes
| No  | Titre                                     | Auteur                           | Producteur(s)    | Durée |
| --- | ----------------------------------------- | -------------------------------- | ---------------- | ----- |
| 1.  | I Found Heaven                            | Ian Levine, Billy Griffin        | Levine, Griffin  | 4:01  |
| 2.  | Once You've Tasted Love                   | Gary Barlow                      | Duncan Bridgeman | 3:43  |
| 3.  | It Only Takes a Minute                    | Dennis Lambert, Brian Potter     | Nigel Wright     | 3:45  |
| 4.  | A Million Love Songs                      | Barlow                           | Levine, Griffin  | 3:52  |
| 5.  | Satisfied                                 | Barlow                           | Bridgeman        | 4:29  |
| 6.  | I Can Make It                             | Barlow                           | Bridgeman        | 4:10  |
| 7.  | Do What U Like                            | Barlow, Ray Hedges               | Hedges           | 3:06  |
| 8.  | Promises                                  | Barlow, Stack                    | Pete Hammond     | 3:34  |
| 9.  | Why Can't I Wake Up with You              | Barlow                           | Bridgeman        | 4:12  |
| 10. | Never Want to Let You Go (new studio mix) | Barlow                           | Bridgeman        | 4:56  |
| 11. | Give Good Feeling                         | Barlow                           | Bridgeman        | 4:23  |
| 12. | Could It Be Magic (Radio Rappino mix)     | Barry Manilow, Adrienne Anderson | Levine, Griffin  | 3:30  |
| 13. | Take That and Party                       | Barlow, Hedges                   | Hammond          | 2:54  |